# (18601) Zafar
(18601) Zafar est un astéroïde de la ceinture principale d'astéroïdes.

## Description
(18601) Zafar est un astéroïde de la ceinture principale d'astéroïdes. Il fut découvert le 23 janvier 1998 à Socorro (Nouveau-Mexique) par le projet LINEAR. Il présente une orbite caractérisée par un demi-grand axe de 2,41 UA, une excentricité de 0,15 et une inclinaison de 3,2° par rapport à l'écliptique.

## Compléments